# Tours préliminaires de la coupe de Belgique de football 1974-1975
Navigation
Édition précédente Édition suivante
Les tours préliminaires de la coupe de Belgique de football 1974-1975 sont toutes les rencontres disputées dans le cadre de la Coupe de Belgique avant l'entrée en lice des équipes de première et deuxième division. Ils se disputent en quatre tours, dont trente-deux équipes se qualifient pour la compétition proprement dite. Le premier tour est disputé uniquement par des équipes issues des séries provinciales, rejointes pour le deuxième tour par les équipes de Promotion puis au quatrième tour par les équipes de Division 3.
Attention en vertu du règlement, la division de référence d'un club pour désigner le tour auquel il débute l'épreuve est celle où il évolue pendant la saison « 72-73 ». Ceci induit que les promus de Promotion vers la D3 commencent au 2e tour alors que les relégués de D3 vers la Promotion n'entre en lice qu'au 4e. De même, un cercle montant de Division 3 en Division 2 joue le quatrième tour préliminaire mais que les relégués de D2 commencent aux 1/32e de finale.
DANS CET ARTICLE, LES DIVISIONS INDIQUÉES EN REGARD DES CLUBS EST CELLE DANS LAQUELLE ILS ÉVOLUENT EN 1974-1975.
Au total, ce sont 224 clubs qui sont engagés dans la compétition préliminaire et 192 rencontres sont disputées sur l'ensemble des quatre tours.

## Réforme en D1
À la fin de la saison 1973-1974 a été créée la Ligue professionnelle belge de football. La Division 1 est passée de 16 à 20 clubs. Dans les divisions inférieures, le nombre de montants a été adapté. La plus haute division va ensuite être ramenée à 18 clubs progressivement lors des deux saisons suivantes. Le nombre de relégués dans les divisions inférieures s'en ressent bien évidemment.

## Fusions - Changement d'appellation
- Le 1er juillet 1974, le K. Vereniging CS Ieper (matricule 100) fusionne avec le White Star Ieper (matricule 3070) pour former le K. VK Ieper (matricule 100).
- Le 1er juillet 1973, l'Olympic Club St-Hubert (matricule 2411) a fusionné avec le RC St-Hubert (matricule 2421) pour former le FC St-Hubert (matricule 2411).

## Organisation de la compétition
Toutes les rencontres se jouent en un seul match, sur le terrain de la première équipe indiquée. En cas d'égalité, on procède à une séance de tirs au but.
Les équipes de Division 3 commencent au 4etour.

### Groupes géographiques
Les trois premiers tours sont joués par groupes géographiques (provinces/provinces limitrophes, ...).
Les groupes sont composés majoritairement selon les critères suivants:
- Province d'Anvers - Province de Brabant
- Province d'Anvers - Province de Limbourg
- Province de Flandre occidentale - Province de Flandre orientale
- Province de Brabant - Province de Hainaut - Province de Namur
- Province de Liège - Province de Limbourg - Province de Luxembourg
- Province de Hainaut - Province de Namur - Province de Luxembourg
- Province de Liège - Province de Luxembourg - Province de Namur

### Tours successifs
- Le « premier tour » est joué par des séries provinciales.
- Au « deuxième tour » entrent en compétition les clubs de « Promotion » (D4).
- Les rescapés des deux premiers tours d'affrontent lors du « troisième tour ».
- Le « quatrième tour » voit les équipes de Division 3 entrer en lice.
- Le « cinquième tour » équivaut au 1/32e de finale. C'est à ce moment que débutent les équipes de D1 et D2.

## Participants
Au total, 224 équipes prennent part aux quatre premiers tours préliminaires. Le nombre de participants par province du nombre de qualifiés se fait en fonction du nombre de clubs affiliés à l'URBSFA.
Trois des treize promus en Promotion ne participent pas à ces tours préliminaires.

### Général
| Tours    | Dates              | Équipes engagées | Nombre de matchs | Équipes qui débutent | Équipes exemptées |
| -------- | ------------------ | ---------------- | ---------------- | -------------------- | ----------------- |
| 1er tour | 3 et 4 août 1974   | 128              | 64               | 128                  | 0                 |
| 2e tour  | 10 et 11 août 1974 | 128              | 64               | 64                   | 0                 |
| 3e tour  | 15 août 1974       | 64               | 32               | 0                    | 0                 |
| 4e tour  | 17 et 18 août 1974 | 63               | 32               | 32                   | 0                 |
| TOTAUX   |                    | 224              | 192              | 224                  | 0                 |

### Par province
Le tableau ci-dessous détaille la répartition par provinces des clubs prenant part aux quatre premiers tours de la Coupe de Belgique.
| # | Provinces                       | Total | Div. 2 | Div. 3 | Promotion | Provinciaux |
| - | ------------------------------- | ----- | ------ | ------ | --------- | ----------- |
| 1 | Province d'Anvers               | 32    | -      | 6      | 11        | 15          |
| 2 | Province de Brabant             | 31    | -      | 3      | 10        | 18          |
| 3 | Province de Flandre-Occidentale | 24    | 1      | 3      | 6         | 14          |
| 4 | Province de Flandre-Orientale   | 26    | 0      | 7      | 6         | 13          |
| 5 | Province de Hainaut             | 23    | 2      | 1      | 6         | 14          |
| 6 | Province de Liège               | 30    | 1      | 2      | 12        | 15          |
| 7 | Province de Limbourg            | 24    | 1      | 7      | 4         | 12          |
| 8 | Province de Luxembourg          | 16    | -      | 1      | 2         | 13          |
| 9 | Province de Namur               | 18    | -      | 2      | 4         | 12          |
|   | TOTAUX                          | 224   | 5      | 32     | 61        | 126         |

## Résultats des Trois premiers tours
Légende
|  | Clubs qualifiés pour le 2e tour |
|  | Clubs qualifiés pour le 3e tour |
|  | Clubs qualifiés pour le 4e tour |

: indique que le club a été relégué dans la division renseignée à la fin de la saison précédente
: indique que le club a été promu dans la division renseignée à la fin de la saison précédente
Tirs au but x-x = qualification acquise à la suite d'une séance de tirs au but (x-x= résultat, si ? résultat non connu).
« Toss »: qualification acquise après un tirage au sort (jet d'une pièce).
« ???? »: la raison de la qualification (tirs au but, toss,...) n'est connue avec certitude.

## Premier tour
Certaines équipes participantes ont gagné le droit de jouer en Promotion dans le championnat qui débute quelques semaines plus tard, mais elles sont toujours considérées comme « provinciales » et doivent donc entamer leur parcours au 1er tour.
- 128 équipes, 64 rencontres jouées les 3 et 4 août 1974.
  - Trois clubs montant en Promotion sont éliminés d'entrée.

| Dates      | Tour | N° | Visités                                | Visiteurs                               | Score final | Remarques |
| ---------- | ---- | -- | -------------------------------------- | --------------------------------------- | ----------- | --------- |
| 03/08/1974 | T1   | 1  | K. RC Harelbeke ( P)                   | K. FC Tielt (p-WVl)                     | 3-1         |           |
| 04/08/1974 | T1   | 2  | Olympic Club Nismes (p-Nam)            | US Loyers (p-Nam)                       | 0-1         |           |
| 04/08/1974 | T1   | 3  | FC Farciennois (p-Hai)                 | R. Ixelles SC (p-Bbt)                   | 4-2         |           |
| 04/08/1974 | T1   | 4  | SK Eernegem (p-WVl)                    | R. RC De Panne (p-WVl)                  | 1-0         |           |
| 04/08/1974 | T1   | 5  | K. Zonnekloppers Dentergem (p-WVl)     | SK Aalst (p-OVl)                        | 1-2         |           |
| 04/08/1974 | T1   | 6  | K. FC Poperinge (p-WVl)                | K. FC Kuurne (p-WVl)                    | 2-0         |           |
| 04/08/1974 | T1   | 7  | K. SK Geraardsbergen (p-OVl)           | FC Sparta Petegem (p-OVl)               | 0-2         |           |
| 04/08/1974 | T1   | 8  | SK De Jeugd Lovendegem ( P)            | K. Blue Star Avelgem(p-WVl)             | 3-1         |           |
| 04/08/1974 | T1   | 9  | K. VK Ieper (p-WVl)                    | K. FC Eeklo ( P)                        | 0-0         | ???       |
| 04/08/1974 | T1   | 10 | K. VV Klauwaerts Kemzeke (p-OVl)       | VC St-Eloois-Winkel Sport (p-WVl)       | 3-2         |           |
| 04/08/1974 | T1   | 11 | VK Ninove (p-OVl)                      | SK Lebbeke (p-OVl)                      | 1-1         | ???       |
| 04/08/1974 | T1   | 12 | Sparta Buggenhout (p-OVl)              | K. FC Roeselare (p-WVl)                 | 1-3         |           |
| 04/08/1974 | T1   | 13 | SK Oostnieuwkerke (p-WVl)              | K. SV Temse (p-OVl)                     | 1-0         |           |
| 04/08/1974 | T1   | 14 | R. FC Renaisien (p-OVl)                | KM SK Deinze (p-OVl)                    | 0-2         |           |
| 04/08/1974 | T1   | 15 | SK Kruishoutem (p-OVl)                 | FC Heist (p-WVl)                        | 0-1         |           |
| 04/08/1974 | T1   | 16 | Eendracht Appelterre-Eichem (p-OVl)    | Stormvogels Loppem ( P)                 | 0-2         |           |
| 04/08/1974 | T1   | 17 | Peerder Sportvrienden (p-Lim)          | Bilzerse VV (p-Lim)                     | 0-1         |           |
| 04/08/1974 | T1   | 18 | Eendracht Gerhees Oostham (p-Lim)      | K. AC Betekom (p-Bbt)                   | 5-2         |           |
| 04/08/1974 | T1   | 19 | K. FC Schoten SK (p-Anv)               | FC Werchter (p-Bbt)                     | 0-3         |           |
| 04/08/1974 | T1   | 20 | Vlijtingen V&V (p-Lim)                 | Olympic VC Landen (p-Lim)               | 3-1         |           |
| 04/08/1974 | T1   | 21 | FC Rijsberg Sport (p-Anv)              | Kontich FC (p-Anv)                      | 2-2         | ???       |
| 04/08/1974 | T1   | 22 | K. Wezel Sport FC (p-Anv)              | FC Zwarte Leeuw ( P)                    | 0-2         |           |
| 04/08/1974 | T1   | 23 | Blauwvoet Oevel (p-Anv)                | FC Baal (p-Bbt)                         | 0-0         | ???       |
| 04/08/1974 | T1   | 24 | Wellense SK (p-Lim)                    | Eendracht Louwel (p-Lim)                | 2-3         |           |
| 04/08/1974 | T1   | 25 | Uikhoven VC (p-Lim)                    | Diepenbeek VV (p-Lim)                   | 0-0         | ???       |
| 04/08/1974 | T1   | 26 | K. FC Heultje (p-Anv)                  | Kabouters Opglabeek ( P)                | 2-2         | ???       |
| 04/08/1974 | T1   | 27 | K. VK Waaslandia Burcht (p-Anv)        | White Star Schorvoort (p-Anv)           | 4-3         |           |
| 04/08/1974 | T1   | 28 | Rapid Spouwen ( P)                     | K. CS Machelen (p-Bbt)                  | 0-1         |           |
| 04/08/1974 | T1   | 29 | SEFA Sport Herentals (p-Anv)           | VV Excelsior Ophoven-Geistingen (p-Lim) | 3-4         |           |
| 04/08/1974 | T1   | 30 | St-Jozef SK Rijkevorsel (p-Anv)        | Excelsior Veldwezelt (p-Lim)            | 1-2         |           |
| 04/08/1974 | T1   | 31 | FC Olympia Haacht ( P)                 | K. VV Vigor Beringen (p-Lim)            | 1-1         | ???       |
| 04/08/1974 | T1   | 32 | K. FC Wezembeek-Oppem (p-Bbt)          | K. FC Grobbendonk (p-Anv)               | 2-3         |           |
| 04/08/1974 | T1   | 33 | Cappellen FC KM (p-Anv)                | K. SK Hoboken ( P)                      | 1-1         | ???       |
| 04/08/1974 | T1   | 34 | Ourodenberg Sport ( P)                 | K. Sparta FC Zwijndrecht (p-Anv)        | 1-1         | ???       |
| 04/08/1974 | T1   | 35 | Entente Bertrigeoise (p-Lux)           | Amical Club Neuvillers (p-Lux)          | 1-1         | ???       |
| 04/08/1974 | T1   | 36 | CS de Verlaine (p-Liè)                 | FC F-L-T. Achêne (p-Nam)                | 5-2         |           |
| 04/08/1974 | T1   | 37 | R. RC Trois-Ponts (p-Liè)              | CS Welkenraedt (p-Liè)                  | 0-0         | ???       |
| 04/08/1974 | T1   | 38 | Entente Sportive Bellefontaine (p-Lux) | R. Prayon FC ( P)                       | 0-3         |           |
| 04/08/1974 | T1   | 39 | Forrières FC (p-Lux)                   | FC St-Hubert (p-Lux)                    | 1-5         |           |
| 04/08/1974 | T1   | 40 | R. SC Athusien ( P)                    | R. Excelsior Virton (p-Lux)             | 3-2         |           |
| 04/08/1974 | T1   | 41 | R. FC Malmundaria 1904 (p-Liè)         | R. FC 1912 Raeren (p-Liè)               | 3-2         |           |
| 04/08/1974 | T1   | 42 | Stade Gedinnois (p-Nam)                | JS Onhaye (p-Nam)                       | 3-0         |           |
| 04/08/1974 | T1   | 43 | R. FC La Préalle (p-Liè)               | R. Juprelle Union FC (p-Liè)            | 3-0         |           |
| 04/08/1974 | T1   | 44 | Amonines FC (p-Lux)                    | R. Oreye Union (p-Liè)                  | 0-7         |           |
| 04/08/1974 | T1   | 45 | US Stabuloise (p-Lux)                  | Olympic Club Rochois (p-Lux)            | 0-6         |           |
| 04/08/1974 | T1   | 46 | R. Dolhain FC (p-Liè)                  | US Ferrières (p-Liè)                    | 1-2         |           |
| 04/08/1974 | T1   | 47 | JS Anseremme (p-Nam)                   | R. US Bérismenil (p-Lux)                | 5-2         |           |
| 04/08/1974 | T1   | 48 | R. RC Vottem (p-Liè)                   | Chaumont-Gistoux FC (p-Bbt)             | 2-0         |           |
| 04/08/1974 | T1   | 49 | R. FC de Bressoux (p-Liè)              | Entente Marche FC (p-Lux)               | 2-1         |           |
| 04/08/1974 | T1   | 50 | Union St-André Ochamps (p-Lux)         | Wallonia FC Nessonvaux-Fraipont (p-Liè) | 4-2         |           |
| 04/08/1974 | T1   | 51 | Arquet FC (p-Nam)                      | R. Union Jemappienne (p-Hai)            | 0-3         |           |
| 04/08/1974 | T1   | 52 | R. FC Hautrage (p-Hai)                 | Étoile Sportive Frasnoise (p-Hai)       | 3-0         |           |
| 04/08/1974 | T1   | 53 | K. SK Halle (P-Bbt)                    | St-Servais FC (P-Nam)                   | 3-1         |           |
| 04/08/1974 | T1   | 54 | Standard Club Pâturageois (p-Hai)      | Gembloux Sport (p-Nam)                  | 2-1         |           |
| 04/08/1974 | T1   | 55 | R. Ham FC (p-Nam)                      | Union Athlétique Manageoise (p-Hai)     | 2-3         |           |
| 04/08/1974 | T1   | 56 | US du Centre (p-Hai)                   | K. FC Avenir Lembeek (p-Bbt)            | 4-0         |           |
| 04/08/1974 | T1   | 57 | R. Léopold Club Walcourt (p-Nam)       | R. Léopold Club Hornu (p-Hai)           | 0-1         |           |
| 04/08/1974 | T1   | 58 | R. SC Wasmes (p-Hai)                   | Trazegnies Sport (p-Hai)                | 0-0         | ???       |
| 04/08/1974 | T1   | 59 | SC Lambusart (p-Hai)                   | SC Éghezée ( P)                         | 1-7         |           |
| 04/08/1974 | T1   | 60 | R. Ruisbroek FC (p-Bbt)                | SK St-Paulus Opwijk (p-Bbt)             | 0-2         |           |
| 04/08/1974 | T1   | 61 | FC St-Vaast (p-Hai)                    | R. CS Brainois (p-Bbt)                  | 2-2         | ???       |
| 04/08/1974 | T1   | 62 | R. US Binchoise (p-Hai)                | CS Aulnoisien (p-Hai)                   | 1-1         | ???       |
| 04/08/1974 | T1   | 63 | AS Hemptinne (p-Nam)                   | K. Sport St-Genesius-Rode (p-Bbt)       | 0-4         |           |
| 04/08/1974 | T1   | 64 | Wolvertem SC (p-Bbt)                   | FC Grand-Leez (p-Nam)                   | 2-4         |           |

## Deuxième tour
Les équipes de Promotion entrent en lice. Mais aussi les cinq cercles promus vers la D3, soit les quatre champions 73-74 et le promu supplémentaire. Les douze relégués en Provinciale à la fin de la saison précédente commencent également leur parcours lors de ce tour.
- 128 équipes, 64 rencontres jouées les 10 et 11 août 1974.
  - Six des douze relégués de Promotion ne franchissent pas ce tour.
  - Six montants en Promotion sont éliminés, ainsi que quatre de huit promus en Division 3.

| Dates      | Tour | N° | Visités                                 | Visiteurs                           | Score final | Remarques |
| ---------- | ---- | -- | --------------------------------------- | ----------------------------------- | ----------- | --------- |
| 10/08/1974 | T2   | 1  | K. FC Poperinge (p-WVl)                 | R. Excelsior Mouscron (P)           | 2-1         |           |
| 11/08/1974 | T2   | 2  | Stade Gedinnois (p-Nam)                 | R. Fléron FC (P)                    | 3-1         |           |
| 11/08/1974 | T2   | 3  | CS Welkenraedt (p-Liè)                  | Bomal FC ( p-Lux)                   | 3-0         |           |
| 11/08/1974 | T2   | 4  | SRU Verviers ( p-Liè)                   | Union St-André Ochamps (p-Lux)      | 1-1         | ???       |
| 11/08/1974 | T2   | 5  | R. RC Vottem (p-Liè)                    | R. FC Blegny (P)                    | 3-1         |           |
| 11/08/1974 | T2   | 6  | R. FC Malmundaria 1904 (p-Liè)          | R. Jeunesse Arlonaise (P)           | 1-2         |           |
| 11/08/1974 | T2   | 7  | R. All. Mélen-Micheroux (P)             | CS de Verlaine (p-Liè)              | 1-1         | ???       |
| 11/08/1974 | T2   | 8  | R. Herve FC ( p-Liè)                    | R. FC de Bressoux (p-Liè)           | 1-2         |           |
| 11/08/1974 | T2   | 9  | R. CS Andennais ( III)                  | Olympic Club Rochois (p-Lux)        | 9-0         |           |
| 11/08/1974 | T2   | 10 | Entente Bertrigeoise (p-Lux)            | R. FC Sérésien (P)                  | 0-3         |           |
| 11/08/1974 | T2   | 11 | R. Prayon FC ( P)                       | R. JS Bas-Oha ( III)                | 1-4         |           |
| 11/08/1974 | T2   | 12 | JS Anseremme (p-Nam)                    | R. UW Ciney (P)                     | 2-2         | ???       |
| 11/08/1974 | T2   | 13 | R. Oreye Union (p-Liè)                  | R. Aubel FC (P)                     | 2-1         |           |
| 11/08/1974 | T2   | 14 | R. Racing FC Montegnée (P)              | US Ferrières (p-Liè)                | 1-0         |           |
| 11/08/1974 | T2   | 15 | R. CS Visétois (P)                      | R. FC La Préalle (p-Liè)            | 2-0         |           |
| 11/08/1974 | T2   | 16 | FC St-Hubert (p-Lux)                    | R. Union Hutoise FC (P)             | 1-2         |           |
| 11/08/1974 | T2   | 17 | R. CS Stavelotain (P)                   | R. SC Athusien ( P)                 | 5-0         |           |
| 11/08/1974 | T2   | 18 | SC Éghezée ( P)                         | R. SC Boussu-Bois (P)               | 1-2         |           |
| 11/08/1974 | T2   | 19 | US du Centre (p-Hai)                    | K. Olympia SC Wijgmaal (P)          | 3-1         |           |
| 11/08/1974 | T2   | 20 | R. AS d'Auderghem ( p-Bbt)              | R. FC Hautrage (p-Hai)              | 0-1         |           |
| 11/08/1974 | T2   | 21 | R. Léopold Club Hornu (p-Hai)           | FC Flénu Sport (P)                  | 1-4         |           |
| 11/08/1974 | T2   | 22 | R. Wavre Sport (P)                      | K. Sport St-Genesius-Rode (p-Bbt)   | 1-1         | ???       |
| 11/08/1974 | T2   | 23 | R. SCUP Jette (P)                       | SK St-Paulus Opwijk (p-Bbt)         | 2-1         |           |
| 11/08/1974 | T2   | 24 | FC Denderzonen Pamel (P)                | US Loyers (p-Nam)                   | 4-3         |           |
| 11/08/1974 | T2   | 25 | K. Hoger Op Merchtem (P)                | FC Farciennois (p-Hai)              | 2-1         |           |
| 11/08/1974 | T2   | 26 | R. FC Houdinois (P)                     | FC Grand-Leez (p-Nam)               | 0-4         |           |
| 11/08/1974 | T2   | 27 | R. SC Wasmes (p-Hai)                    | R. Stade Brainois (P)               | 3-1         |           |
| 11/08/1974 | T2   | 28 | R. CS Brainois (p-Bbt)                  | Union Basse-Sambre Auvelais(P)      | 1-0         |           |
| 11/08/1974 | T2   | 29 | K. SC Grimbergen ( p-Bbt)               | CS Aulnoisien (p-Hai)               | 1-0         |           |
| 11/08/1974 | T2   | 30 | Standard Club Pâturageois (p-Hai)       | FC Overijse ( p-Bbt)                | 2-0         |           |
| 11/08/1974 | T2   | 31 | K. Daring Cl. Leuven (P)                | Union Athlétique Manageoise (p-Hai) | 3-0         |           |
| 11/08/1974 | T2   | 32 | K. Stade Leuven ( III)                  | K. SK Halle (p-Bbt)                 | 0-1         |           |
| 11/08/1974 | T2   | 33 | R. Union Jemappienne (p-Hai)            | R. US Lessinoise (P)                | 0-4         |           |
| 11/08/1974 | T2   | 34 | KM SK Deinze (p-OVl)                    | K. FC Izegem (P)                    | 0-2         |           |
| 11/08/1974 | T2   | 35 | SK Eernegem (p-WVl)                     | K. VC Deerlijk Sport (P)            | 1-2         |           |
| 11/08/1974 | T2   | 36 | R. RC Wetteren (P)                      | K. FC Roeselare (p-WVl)             | 4-0         |           |
| 11/08/1974 | T2   | 37 | K. RC Harelbeke ( P)                    | Eendracht VV Aalter (P)             | 2-2         | ???       |
| 11/08/1974 | T2   | 38 | R. RC Gent (P)                          | SK Lebbeke (p-OVl)                  | 1-0         |           |
| 11/08/1974 | T2   | 39 | K. FC Meulebeke (P)                     | Stormvogels Loppem ( P)             | 4-2         |           |
| 11/08/1974 | T2   | 40 | K. FC Vigor Wuitens Hamme ( p-OVl)      | SK Oostnieuwkerke (p-WVl)           | 2-1         |           |
| 11/08/1974 | T2   | 41 | SK De Jeugd Lovendegem ( P)             | K. VK Torhout ( p-WVl)              | 2-0         |           |
| 11/08/1974 | T2   | 42 | Gullegem SK ( p-WVl                     | K. VV Klauwaerts Kemzeke (p-OVl)    | 3-1         |           |
| 11/08/1974 | T2   | 43 | VC Jong Lede (P)                        | K. FC Eeklo ( P)                    | 1-1         | ???       |
| 11/08/1974 | T2   | 44 | FC Liedekerke ( p-Bbt)                  | SK Aalst (p-OVl)                    | 1-2         |           |
| 11/08/1974 | T2   | 45 | VC Zwevegem Sport (P)                   | FC Sparta Petegem (p-OVl)           | 2-0         |           |
| 11/08/1974 | T2   | 46 | K. AV Dendermonde ( III)                | FC Heist (p-WVl)                    | 2-0         |           |
| 11/08/1974 | T2   | 47 | K. SC Maccabi Voetbal Antw. ( p-Anv)    | FC Werchter (p-Bbt)                 | 0-0         | ???       |
| 11/08/1974 | T2   | 48 | K. VV Vigor Beringen (p-Lim)            | White Star Beverst (P)              | 1-1         | ???       |
| 11/08/1974 | T2   | 49 | VC Westerlo (P)                         | Cappellen FC KM (p-Anv)             | 2-0         |           |
| 11/08/1974 | T2   | 50 | Zonhoven V&V ( III)                     | Bilzerse VV (p-Lim)                 | 0-0         | ???       |
| 11/08/1974 | T2   | 51 | SK Bree (P)                             | Eendracht Louwel (p-Lim)            | 3-0         |           |
| 11/08/1974 | T2   | 52 | VV Excelsior Ophoven-Geistingen (p-Lim) | FC Verbroedering Meerhout (P)       | 0-1         |           |
| 11/08/1974 | T2   | 53 | K. RC Tienen (P)                        | K. CS Machelen (p-Bbt)              | 7-0         |           |
| 11/08/1974 | T2   | 54 | FC Zwarte Leeuw ( P)                    | VC Rotselaar ( III)                 | 0-1         |           |
| 11/08/1974 | T2   | 55 | Vlijtingen V&V (p-Lim)                  | Hoogstraten VV (P)                  | 3-1         |           |
| 11/08/1974 | T2   | 56 | Ourodenberg Sport ( P)                  | K. Ramsel FC (P)                    | 1-0         |           |
| 11/08/1974 | T2   | 57 | FC Rijsberg Sport (p-Anv)               | K. FC Putte (P)                     | 0-0         | ???       |
| 11/08/1974 | T2   | 58 | Excelsior Veldwezelt (p-Lim)            | K. Sport Vermaak Mol (P)            | 2-2         | ???       |
| 11/08/1974 | T2   | 59 | K. Willebroekse SV ( III)               | Kabouters Opglabeek ( P)            | 2-2         | ???       |
| 11/08/1974 | T2   | 60 | Uikhoven VC (p-Lim)                     | FC Heist Sportief (P)               | 1-3         |           |
| 11/08/1974 | T2   | 61 | 's Gravenwezel SK ( p-Anv)              | FC Baal (p-Bbt)                     | 2-1         |           |
| 11/08/1974 | T2   | 62 | Eendracht Gerhees Oostham (p-Lim)       | K. FC Duffel (P)                    | 2-1         |           |
| 11/08/1974 | T2   | 63 | K. Tubantia Borgerhout VK (P)           | K. VK Waaslandia Burcht (p-Anv)     | 1-0         |           |
| 11/08/1974 | T2   | 64 | K. FC Verboedering Geel ( III)          | K. FC Grobbendonk (p-Anv)           | 0-1         |           |

## Troisième tour
Ceci est un "tour intermédiaire" entre les rescapés du deuxième tour. Aucune nouvelle équipe n'entre en compétition.
- 64 équipes, 32 rencontres jouées le jeudi 15 août 1974.
  - Les résultats de la Coupe de Belgique deviennent très vite accessoires, car ce 15 août 1974 un tragique accident ferroviaire à Luttre endeuille la Belgique[2].
  - Trois montants en D3 et Deux montants en Promotion atteignent le 4e tour.
  - Trois clubs relégués sen séries provinciales se qualifient pour le tour suivant.

| Dates      | Tour | N° | Visités                            | Visiteurs                            | Score final | Remarques |
| ---------- | ---- | -- | ---------------------------------- | ------------------------------------ | ----------- | --------- |
| 15/08/1974 | T3   | 1  | R. CS Visétois (P)                 | R. Oreye Union (p-Liè)               | 1-1         | ???       |
| 15/08/1974 | T3   | 2  | CS Welkenraedt (p-Liè)             | CS de Verlaine (p-Liè)               | 2-2         | ???       |
| 15/08/1974 | T3   | 3  | R. JS Bas-Oha ( III)               | R. Union Hutoise FC (P)              | 0-0         | ???       |
| 15/08/1974 | T3   | 4  | R. CS Stavelotain (P)              | R. Jeunesse Arlonaise (P)            | 4-1         |           |
| 15/08/1974 | T3   | 5  | Stade Gedinnois (p-Nam)            | R. Racing FC Montegnée (P)           | 0-6         |           |
| 15/08/1974 | T3   | 6  | R. FC Sérésien (P)                 | R. UW Ciney (P)                      | 9-0         |           |
| 15/08/1974 | T3   | 7  | R. FC de Bressoux (p-Liè)          | SRU Verviers ( p-Liè)                | 1-1         | ???       |
| 15/08/1974 | T3   | 8  | R. RC Vottem (p-Liè)               | R. CS Andennais ( III)               | 1-3         |           |
| 15/08/1974 | T3   | 9  | R. FC Hautrage (p-Hai)             | R. US Lessinoise (P)                 | 0-2         |           |
| 15/08/1974 | T3   | 10 | R. CS Brainois (p-Bbt)             | R. SC Wasmes (p-Hai)                 | 5-1         |           |
| 15/08/1974 | T3   | 11 | K. Hoger Op Merchtem (P)           | Standard Club Pâturageois (p-Hai)    | 7-0         |           |
| 15/08/1974 | T3   | 12 | FC Grand-Leez (p-Nam)              | K. SK Halle (P-Bbt)                  | 3-2         |           |
| 15/08/1974 | T3   | 13 | K. Daring Cl. Leuven (P)           | R. SC Boussu-Bois (P)                | 2-0         |           |
| 15/08/1974 | T3   | 14 | K. SC Grimbergen ( p-Bbt)          | FC Denderzonen Pamel (P)             | 1-0         |           |
| 15/08/1974 | T3   | 15 | FC Flénu Sport (P)                 | R. SCUP Jette (P)                    | 2-1         |           |
| 15/08/1974 | T3   | 16 | US du Centre (p-Hai)               | K. Sport St-Genesius-Rode (p-Bbt)    | 3-1         |           |
| 15/08/1974 | T3   | 17 | K. FC Poperinge (p-WVl)            | VC Zwevegem Sport (P)                | 1-1         | ???       |
| 15/08/1974 | T3   | 18 | SK Aalst (p-OVl)                   | K. VC Deerlijk Sport (P)             | 2-5         |           |
| 15/08/1974 | T3   | 19 | K. FC Vigor Wuitens Hamme ( p-OVl) | Gullegem SK ( p-WVl                  | 2-0         |           |
| 15/08/1974 | T3   | 20 | K. FC Izegem (P)                   | K. FC Eeklo ( P)                     | 0-0         | ???       |
| 15/08/1974 | T3   | 21 | R. RC Wetteren (P)                 | R. RC Gent (P)                       | 3-1         |           |
| 15/08/1974 | T3   | 22 | SK De Jeugd Lovendegem ( P)        | K. AV Dendermonde ( III)             | 4-2         |           |
| 15/08/1974 | T3   | 23 | K. FC Meulebeke (P)                | K. RC Harelbeke ( P)                 | 1-1         | ???       |
| 15/08/1974 | T3   | 24 | K. FC Grobbendonk (p-Anv)          | K. SC Maccabi Voetbal Antw. ( p-Anv) | 1-0         |           |
| 15/08/1974 | T3   | 25 | Bilzerse VV (p-Lim)                | K. RC Tienen (P)                     | 2-1         |           |
| 15/08/1974 | T3   | 26 | FC Verbroedering Meerhout (P)      | Ourodenberg Sport ( P)               | 2-2         | ???       |
| 15/08/1974 | T3   | 27 | Eendracht Gerhees Oostham (p-Lim)  | K. Willebroekse SV ( III)            | 3-1         |           |
| 15/08/1974 | T3   | 28 | K. VV Vigor Beringen (p-Lim)       | K. FC Putte (P)                      | 0-2         |           |
| 15/08/1974 | T3   | 29 | VC Rotselaar ( III)                | Vlijtingen V&V (p-Lim)               | 4-2         |           |
| 15/08/1974 | T3   | 30 | 's Gravenwezel SK ( p-Anv)         | Excelsior Veldwezelt (p-Lim)         | 0-1         |           |
| 15/08/1974 | T3   | 31 | FC Heist Sportief (P)              | SK Bree (P)                          | 3-2         |           |
| 15/08/1974 | T3   | 32 | VC Westerlo (P)                    | K. Tubantia Borgerhout VK (P)        | 4-1         |           |

## Quatrième tour
Lors de ce quatrième tour, entrée en lice des clubs évoluant dans les séries de Division 3 lors de la saison précédente. Les 32 rescapés des trois premiers tours sont 3 clubs de Division 3, 18 de Promotion et 11 Provinciaux. À ces cercles s'ajoutent 23 équipes de D3, 5 cercles de D2 (les promus de D3 à la fin de la saison précédente) et 4 équipes de Promotion (les relégués de D3 de la fin de la saison précédente).

### Participants
| Provinces                                                                                               | Clubs provinciaux | Clubs de Promotion | Clubs de Division 3 | Clubs de Division 2 | Totaux |
| --- | ----------------- | ------------------ | ------------------- | ------------------- | ------ |
| Totaux par division                                                                                     | 11                | 24                 | 24                  | 5                   | 64     |
| Province d'Anvers                                                                                       | 1                 | 4                  | 4                   | -                   | 9      |
| Province de Brabant Région de Bruxelles-Capitale Province du Brabant flamand Province du Brabant wallon | 2                 | 4                  | 1                   | -                   | 7      |
| Province de Flandre-Occidentale                                                                         | 0                 | 3                  | 3                   | 1                   | 7      |
| Province de Flandre-Orientale                                                                           | 1                 | 3                  | 5                   | -                   | 9      |
| Province de Hainaut                                                                                     | 1                 | 2                  | 1                   | 2                   | 6      |
| Province de Liège                                                                                       | 2                 | 7                  | 1                   | -                   | 10     |
| Province de Limbourg                                                                                    | 3                 | 0                  | 6                   | 1                   | 10     |
| Province de Luxembourg                                                                                  | 0                 | 0                  | 1                   | -                   | 1      |
| Province de Namur                                                                                       | 1                 | 1                  | 2                   | -                   | 4      |

### Résultats
|  | Clubs des séries provinciales qualifiés pour le 5e tour (1/32e de finale) |  | Clubs de Promotion qualifiés pour le 5e tour (1/32e de finale)  |
|  | Clubs de Division 3 qualifiés pour le 5e tour (1/32e de finale)           |  | Clubs de Division 2 qualifiés pour le 5e tour (1/32e de finale) |

: indique que le club a été relégué dans la division renseignée à la fin de la saison précédente
: indique que le club a été promu dans la division renseignée à la fin de la saison précédente
Tirs au but x-x = qualification acquise à la suite d'une séance de tirs au but (x-x= résultat, si ? résultat non connu).
« Toss »: qualification acquise après un tirage au sort (jet d'une pièce).
« ???? »: la raison de la qualification (tirs au but, toss, ...) n'est pas connue avec certitude.
- 64 équipes, 32 rencontres jouées le 17 et 18 août 1974.

| Dates      | Tour | N°  | Visités                            | Visiteurs                         | Score final | Remarques |
| ---------- | ---- | --- | ---------------------------------- | --------------------------------- | ----------- | --------- |
| 17/08/1974 | T4   | 1   | K. Waterschei SV THOR Genk ( II)   | Bilzerse VV (p-Lim)               | 1-1         | ???       |
| 18/08/1974 | T4   | 2   | K. RC Harelbeke ( P)               | Racing Jet Bruxelles (III)        | 1-2         |           |
| 18/08/1974 | T4   | 3   | R. CS La Forestoise ( P)           | R. FC Sérésien (P)                | 4-3         |           |
| 18/08/1974 | T4   | 4   | K. White Star Cl. Lauwe (III)      | R. CS Visétois (P)                | 7-1         |           |
| 18/08/1974 | T4   | 5   | K. VG Oostende ( II)               | K. VC Deerlijk Sport (P)          | 5-0         |           |
| 18/08/1974 | T4   | 6   | FC Verbroedering Meerhout (P)      | FC Denderleeuw (III)              | 3-1         |           |
| 18/08/1974 | T4   | 7   | K. SV Oudenaarde (III)             | US du Centre (p-Hai)              | 3-0         |           |
| 18/08/1974 | T4   | 8   | R. RC Wetteren (P)                 | K. SV Sottegem (III)              | 0-0         | ???       |
| 18/08/1974 | T4   | 9   | FC Grand-Leez (p-Nam)              | K. FC Eendracht Zele (III)        | 0-2         |           |
| 18/08/1974 | T4   | 10  | R. Racing FC Montegnée (P)         | AS Herstalienne SR ( P)           | 2-2         | ???       |
| 18/08/1974 | T4   | 11  | K. VV Looi Sport (III)             | FC Flénu Sport (P)                | 2-0         |           |
| 18/08/1974 | T4   | 12  | Hoeselt V&V (III)                  | R. US Lessinoise (P)              | 1-1         | ???       |
| 18/08/1974 | T4   | 13  | Léopold Club Bastogne (III)        | K. FC Putte (P)                   | 3-0         |           |
| 18/08/1974 | T4   | 14  | FC Heist Sportief (P)              | R. Tilleur FC ( II)               | 0-2         |           |
| 18/08/1974 | T4   | 15  | R. CS Andennais ( III)             | Puurs Excelsior FC (III)          | 0-2         |           |
| 18/08/1974 | T4   | 16  | K. SC Menen (III)                  | VC Zwevegem Sport (P)             | 0-0         | ???       |
| 18/08/1974 | T4   | 17  | R. Stade Waremmien FC (III)        | VC Westerlo (P)                   | 2-1         |           |
| 18/08/1974 | T4   | 18  | V&V Overpelt-Fabriek (III)         | VC Rotselaar ( III)               | 0-0         | ???       |
| 18/08/1974 | T4   | 119 | K. Helzold FC Zolder (III)         | Eendracht Gerhees Oostham (p-Lim) | 2-0         |           |
| 18/08/1974 | T4   | 20  | K. SC Hasselt (III)                | Excelsior Veldwezelt (p-Lim)      | 8-1         |           |
| 18/08/1974 | T4   | 21  | Patro Eisden (III)                 | SK De Jeugd Lovendegem ( P)       | 0-3         |           |
| 18/08/1974 | T4   | 22  | K. FC Eeklo ( P)                   | K. SK Roeselare (III)             | 1-0         |           |
| 18/08/1974 | T4   | 23  | K. FC Vigor Wuitens Hamme ( p-OVl) | R. RC Tournaisien (III)           | 2-2         | ???       |
| 18/08/1974 | T4   | 24  | R. AEC Mons ( II)                  | SRU Verviers ( p-Liè)             | 4-0         |           |
| 18/08/1974 | T4   | 25  | R. CS Brainois (p-Bbt)             | R. CS Verviétois ( P)             | 1-0         |           |
| 18/08/1974 | T4   | 26  | K. Daring Cl. Leuven (P)           | K. FC Herentals (III)             | 0-1         |           |
| 18/08/1974 | T4   | 27  | CS de Verlaine (p-Liè)             | R. Dinant FC ( P)                 | 1-1         | ???       |
| 18/08/1974 | T4   | 28  | K. SC Eendracht Aalst (III)        | K. Hoger Op Merchtem (P)          | 2-2         | ???       |
| 18/08/1974 | T4   | 29  | UR Namur (III)                     | R. CS Stavelotain (P)             | 3-1         |           |
| 18/08/1974 | T4   | 30  | K. FC Dessel Sport (III)           | K. FC Grobbendonk (p-Anv)         | 2-1         |           |
| 18/08/1974 | T4   | 31  | Witgoor Sport Dessel (III)         | R. JS Bas-Oha ( III)              | 1-6         |           |
| 18/08/1974 | T4   | 32  | R. AA Louviéroise ( II)            | K. SC Grimbergen ( p-Bbt)         | 5-1         |           |

### Bilan des "rescapés"
Les 32 clubs qui gagnent le droit de défier un cercle de D1 ou D2 viennent de:

#### par division
- Division 2: 5 clubs
- Division 3: 18 clubs
- Promotion: 6 clubs
- Provinciale: 3 clubs

#### par province
| Région flamande (16)            | Région flamande (16) | Province de Brabant (4)      | Province de Brabant (4) | Région wallonne (12)   | Région wallonne (12) |
| ------------------------------- | -------------------- | ---------------------------- | ----------------------- | ---------------------- | -------------------- |
| Province d'Anvers               | 4                    | Région de Bruxelles-Capitale | 2                       | Province de Hainaut    | 3                    |
| Province de Flandre-Occidentale | 3                    | Province du Brabant flamand  | 1                       | Province de Liège      | 7                    |
| Province de Flandre-Orientale   | 7                    | Province du Brabant wallon   | 1                       | Province de Luxembourg | 1                    |
| Province de Limbourg            | 2                    |                              |                         | Province de Namur      | 1                    |

1. ↑  Au niveau footballistique, la province de Brabant est toujours unitaire malgré sa partition territoriale en 1995.

### Sources et liens externes
- Résultats complets sur le site www.bsdb.be